# Otto Eduard Schmidt
Otto Eduard Schmidt (* 21. August 1855 in Reichenbach im Vogtland; † 14. Februar 1945 in Dresden) war ein deutscher Pädagoge und Schriftsteller.

## Leben

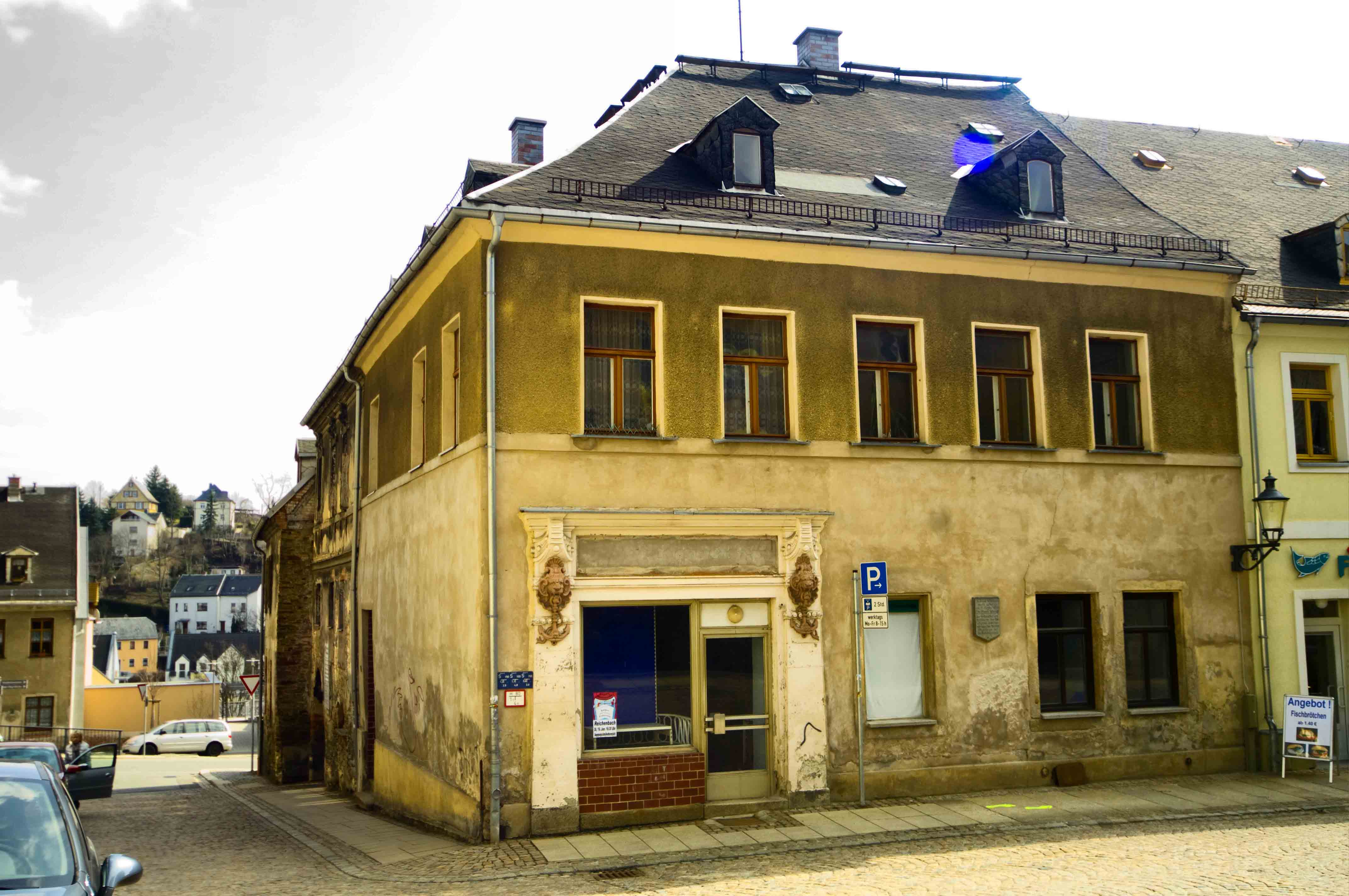
Geburtshaus in der Langen Gasse 8 in Reichenbach im Vogtland, Frühling 2010

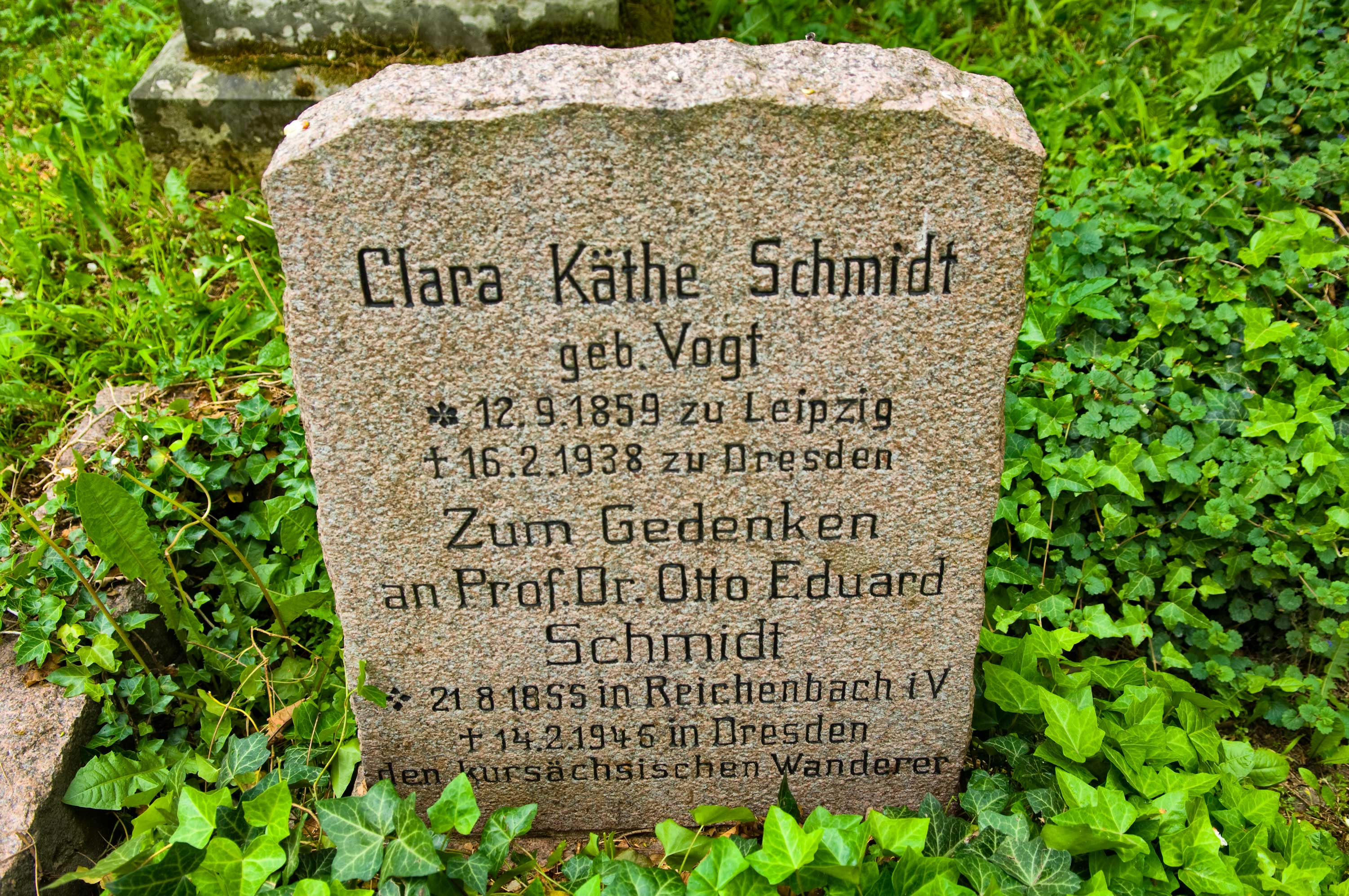
Symbolischer Grabstein (Kenotaph) am Friedhof der St. Afra-Schule in Meißen am 15. Mai 2011

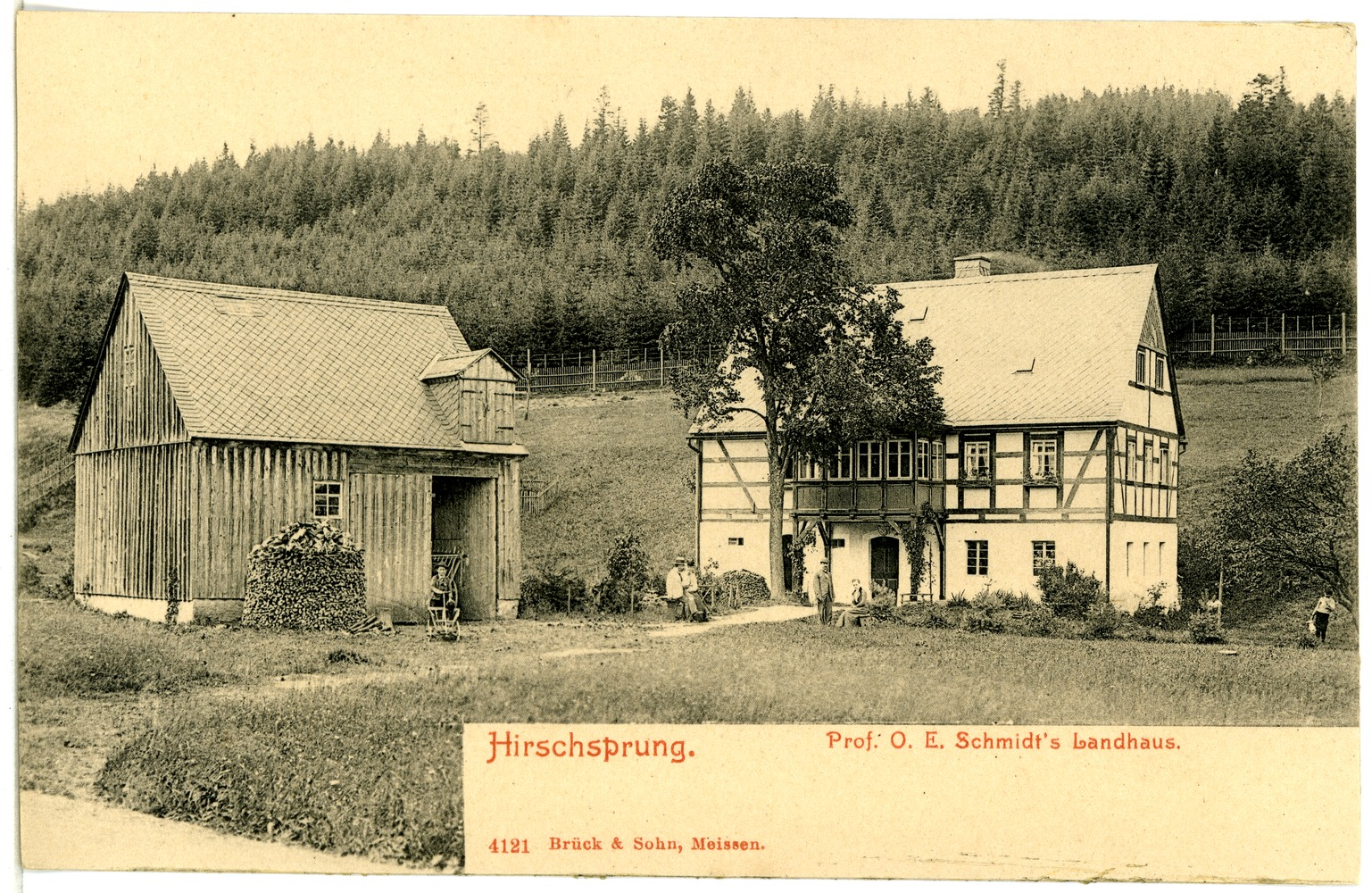
Schmidts Haus in Hirschsprung

Schmidt wuchs als siebentes Kind eines Reichenbacher Lehrers und Kantors auf. Frühzeitig zeigte er sich als lernbegierig und begabt. Bereits mit 13 Jahren sprach er Latein und Französisch und lernte Griechisch. Gefördert vom Reichenbacher Realschuldirektor bewarb er sich mit 15 Jahren um die Aufnahme in das Kreuzgymnasium in Dresden. Aufgrund der hervorragenden Ergebnisse der Aufnahmeprüfung und seiner Hochbegabung wurde Schmidt das erste Schuljahr erlassen, so dass er das Abitur in vier statt in fünf Jahren absolvierte.
Auf das Abitur folgte ein Studium der Philologie und Geschichte an der Universität Leipzig, welches er im Alter von 23 Jahren mit der Promotion als Dr. phil. abschloss. 1878 absolvierte Schmidt das Staatsexamen. Um seinen Lebensunterhalt zu finanzieren, erteilte Schmidt Privatunterricht. 1879 wurde er Oberlehrer am neugegründeten Wettiner Gymnasium in Dresden. Ab Ostern 1880 unterrichtete Schmidt am Königlichen Gymnasium Dresden-Neustadt. Dort unterrichtete er elf Jahre lang Latein, Deutsch und Geschichte. Von 1891 bis 1905 unterrichtete er an der Fürstenschule St. Afra in Meißen. In dieser Zeit verfasste er 1893 einen afranischen Festgesang, aufgrund dessen er vom sächsischen König Albert mit dem Professorentitel gewürdigt wurde. In dieser Tätigkeit als Professor reiste Schmidt mit wissenschaftlichem Auftrag 1884 und 1898 nach Italien. Er wohnte in der Lehrerwohnung im Propsteigebäude des Ökonomiehofes von St. Afra. In dieser Zeit erwarb er in Hirschsprung im Erzgebirge ein Landhaus, das er zu seiner Wahlheimat erklärte. 1905 folgte er dem Ruf als Rektor des Gymnasiums in Wurzen, dort lehrte er in der Unter- und Oberprima Literaturgeschichte, Latein, Geschichte und Geographie. 1910 wurde er Rektor des Gymnasiums Albertinum in Freiberg. 1919 trat Schmidt in den Ruhestand und zog in die Landeshauptstadt Dresden in die Blochmannstraße 7, wo er weiterhin forschend und schriftstellerisch tätig blieb. Er arbeitete hauptsächlich im Auftrag des Landesvereins Sächsischer Heimatschutz e. V. 1938 starb seine Frau, seinen Sohn Hellmuth Schmidt-Breitung hatte er bereits 1928 verloren. 1939 wurde Schmidt Ehrenmitglied der Sächsischen Kommission für Geschichte. Schmidt kam mit 89 Jahren während des Luftangriffs auf Dresden am 13./14. Februar 1945 ums Leben. Sein Leichnam wurde nicht gefunden.

## Werk
Schmidt veröffentlichte ab 1895 fast zweihundert verschiedene Bücher, Aufsätze und Sonderdrucke, in denen er sich neben der sächsischen Geschichte auch mit der römischen Antike zur Zeit von Marcus Tullius Cicero beschäftigte. 1902 erschien der erste Band seines siebenbändigen Hauptwerkes, der Kursächsischen Streifzüge. Dafür durchwanderte er das ehemalige Kurfürstentum Sachsen in den alten Grenzen vor dem Wiener Kongress. Bis heute ist diese Arbeit ein zentrales Standardwerk sächsischer Heimat- und Fachbibliotheken. Allerdings finden sich in ihr bereits deutliche Belege für Schmidts problematische geschichtspolitische Agitation gegen die sorbische Bevölkerung in der Oberlausitz, die in seiner Polemik Die Wenden von 1926 ihren Höhepunkt erreichen wird. In Anlehnung an Theodor Fontanes Wanderungen durch die Mark Brandenburg wird Schmidt als sächsischer Fontane bezeichnet.

## Ehrungen
1925 wurde Otto Eduard Schmidt Ehrenbürger seiner Geburtsstadt Reichenbach, die 1940 eine Gedenktafel am Geburtshaus anbrachte und später die Prof.-Schmidt-Straße in einem DDR-Neubaugebiet nach ihm benannte. Anlässlich seines 150. Geburtstages hat der Heimatförderverein Hirschsprung einen Gedenkstein im Klengelpark aufgestellt und im Unterdorf einen Weg in O. E. Schmidt Steig umbenannt.

## Veröffentlichungen (Auswahl)
- Erzählungen aus der Geschichte der neueren Zeit. Höckner, Dresden 1887 (Digitalisat).
- Der Briefwechsel des M. Tullius Cicero von seinem Prokonsulat in Cilicien bis zu Caesars Ermordung. Teubner, Leipzig 1893.
- mit Oskar Enderlein: Erzählungen aus Sage und Geschichte des Altertums und der ersten Periode des Mittelalters. 5. Aufl. Damm, Dresden 1901 (Digitalisat).
- Kursächsische Streifzüge. Bd. 1–4 Grunow, Bd. 5–7 Wilhelm und Bertha von Baensch Stiftung, Leipzig/Dresden 1902ff.
- Bilder-Atlas zur sächsischen Geschichte. Teubner, Leipzig 1909 (zusammen mit J. L. Sponsel).
- Minister Graf Brühl und Karl Heinrich von Heinecken. Briefe und Akten, Charakteristiken und Darstellungen zur sächsischen Geschichte (1733–1763). Brandstetter, Leipzig 1921.
- Sachsenland – Ein Heimatbuch für den Freistaat und die Provinz Sachsen, Sachsen-Altenburg und Anhalt. Brandstetter, Leipzig 1925.
- Das tausendjährige Meißen. Verlag Wolfgang Jess, Dresden, 1928. Reihe Sächsische Bilder der Sächsischen Landesbildstelle.[6]
- Fürst Otto Carl Friedrich von Schönburg und die Seinen. Familienleben und Kunstpflege eines fürstlichen Hauses im Zeitalter der Empfindsamkeit und der Romantik. Seemann, Leipzig 1932.
- Drei Brüder Carlowitz – Carl Adolf, Hans Georg und Anton von Carlowitz. Lebensbilder und Briefe aus dem Zeitalter der Romantik der Freiheitskriege und der Verfassungskämpfe (1770–1840). Koehler & Amelang, Leipzig 1933.
- Die Schlösser Schönwölkau und Lichtenwalde und die Grafen Vitzthum von Eckstädt. Verlag Landesverein Sächsischer Heimatschutz, Dresden 1933.
- Wandern, o wandern! Lebenserinnerungen, v. Baensch Stiftung, Dresden, 1936.